# Edita Piekha
Edita Piekha, née Édith-Marie Pierha (en russe : Эди́та Станисла́вовна Пье́ха), est une chanteuse et actrice russe et française d'origine polonaise née le 31 juillet 1937 à Noyelles-sous-Lens, en France. Elle fait partie des chanteuses  très populaires de Russie comme Klavdia Chouljenko et Sofia Rotaru. Elle est nommée personnalité artistique de l'URSS en 1988. Edita Piekha est une activiste connue pour son engagement dans des causes humanitaires, et pour son soutien aux orphelinats du pays. 

## Biographie
Elle est née en France Edyta Maria Piecha. Son père Stanislas Piecha (né à Ledschutz en Allemagne) est houilleur et sa mère Felicia Karolewski est née à Wrzesnia en Pologne,
Elle naît le 31 juillet 1937 à 17h00 au 37 rue de Flandres à Noyelles-sous-Lens dans le département du Pas-de-Calais.

## Discographie

### Albums studios
- 1964 : Эдита Пьеха
- 1966 : Ансамбль «Дружба» и Эдита (avec Дружба)
- 1967 : Ансамбль «Дружба» и Эдита (avec Дружба)
- 1972 : Эдита Пьеха и Ансамбль «Дружба» (avec Дружба)
- 1974 : Эдита Пьеха
- 1980 : Эдита Пьеха
- 1981 : Ни дня без песни
- 1983 : Улыбнитесь, люди
- 1986 : Почувствуй, догадайся, позови
- 1987 : Моим друзьям
- 1989 : Возвращайся к началу
- 1994 : Я Вас люблю
- 2000 : Никогда любить не поздно

## Filmographie
- 1975 : Des diamants pour la dictature du prolétariat (Бриллианты для диктатуры пролетариата) de Grigori Kromanov : Lida Bosse